# Lisicowate
Lisicowate (Agonidae) – rodzina morskich ryb skorpenokształtnych (Scorpaeniformes).

## Występowanie
Ocean Arktyczny, północny Atlantyk i północny Pacyfik oraz obszary położone na południe od Ameryki Południowej. Lisica (Agonus cataphractus) występuje w Bałtyku.

## Cechy charakterystyczne
- ciało wydłużone, pokryte rzędami kostnych tarczek tworzących pancerz
- duże, zaokrąglone płetwy piersiowe
- brak pęcherza pławnego
- osiągają długość do 30 cm

## Klasyfikacja
Rodzaje zaliczane do tej rodziny są zgrupowane w podrodzinach Agoninae, Anoplagoninae, Bathyagoninae, Bothragoninae, Brachyopsinae i Hypsagoninae:
Agonomalus — Agonopsis — Agonus — Anoplagonus — Aspidophoroides — Bathyagonus — Bothragonus — Brachyopsis — Chesnonia — Freemanichthys — Hypsagonus — Leptagonus — Occella — Odontopyxis — Pallasina — Percis — Podothecus — Sarritor — Stellerina — Tilesina — Xeneretmus